# KDR 444
Pour les articles homonymes, voir KDR.
KDR 444 (norvégien "kortdistanseradio", suédois "kortdistansradio", "radio à courte distance") est un service de radio opérant dans la bande UHF : 444 MHz, en Suède et en Norvège.
 
Ce service est également appelé SRBR 444 (Short Range Business Radio) en Suède.

## Description
Les émetteurs sont limités à une puissance de 2 W en Suède (anciennement 1 W)  et à 0.5 W en Norvège. La FM est utilisée, avec une largeur de bande de 16 kHz en Suède et 25 kHz en Norvège .

### Description générale
- Destiné au public et aux professionnels
- Portée: elle varie de 200 m en ville et en forêt à plus de 3 km en mer
- Bonne pénétration dans le béton armé
- Alimentation autonome
- Antenne non interchangeable
- Autonomie de quelques heures, variable selon l'accumulateur ou les piles
- Prix: de 20 € la paire à plus de 300 € l'unité
- Uniquement destinés à une utilisation de mobile à mobile, (excluant la mise en œuvre de toute infrastructure fixe).

### Description technique
Description des KDR444 analogiques
- Bande de fréquences : 444 MHz (UHF)
- Huit canaux répartis de 444,600 à 444,975 MHz
- Pas d'incrémentation : 25 kHz
- Puissance UHF p.a.r : 500 mW
- Modulation analogique utilisée : modulation de fréquence étroite - NFM pour les liaisons radiotéléphoniques
- Interférences entre utilisateurs sur un même canal éliminées par CTCSS Analogique (Continuous Tone-Coded Squelch System) ou DCS Numérique (Digital-Coded Squelch).

### Tableau des fréquences
Tableau des fréquences 
| Canal | Fréquence   |
| ----- | ----------- |
| 1     | 444,600 MHz |
| 2     | 444,650 MHz |
| 3     | 444,800 MHz |
| 4     | 444,825 MHz |
| 5     | 444,850 MHz |
| 6     | 444,875 MHz |
| 7     | 444,925 MHz |
| 8     | 444,975 MHz |

## La propagation

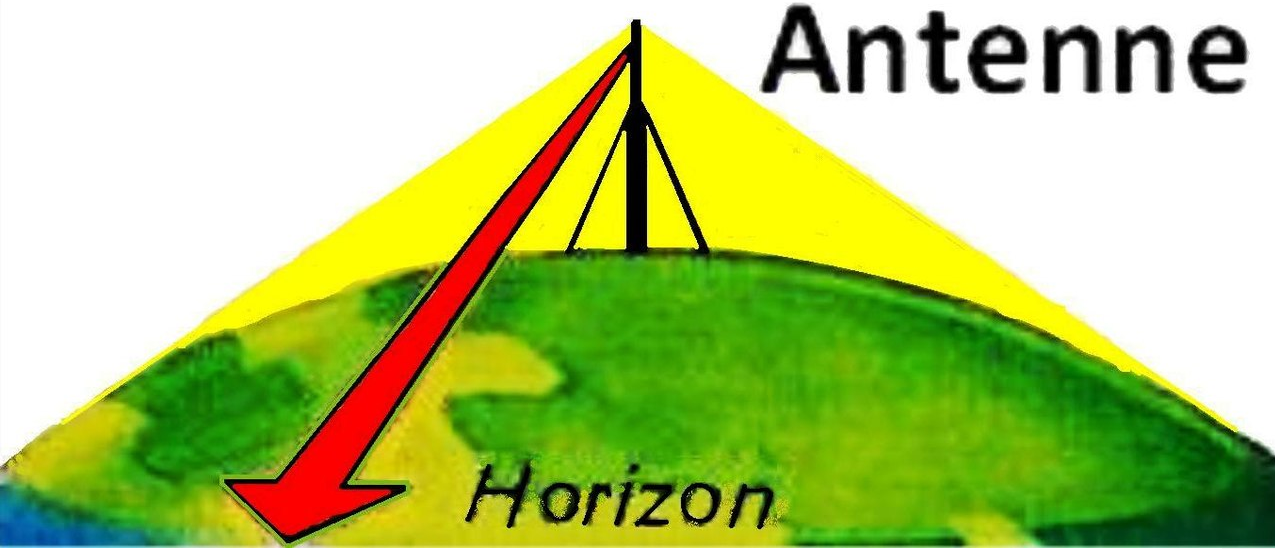
Propagation locale sur la bande UHF

La propagation radioélectrique en Ultra haute fréquence :
- La propagation en UHF est comparable à celle d’un rayon lumineux
- Les obstacles sur le sol prennent une grande importance
- En absence d'obstacles, la portée radio est fonction de la courbure de la terre
- La puissance émise et la sensibilité du récepteur sont déterminants pour la portée
- Les possibilités de liaison entre deux talkies-walkies KDR 444 peuvent aller à plus de 3 km en mer, à quelques centaines de mètres en présence d'obstacles, tels que les zones urbaines, les forêts
 À vue d'un sommet à un autre, une liaison radiotéléphonique entre deux talkies-walkies KDR 444 dépasse largement les 10 km.